# Centrale voor Vissershavens in Suriname
De Centrale voor Vissershavens in Suriname (Cevihas N.V.) is een Surinaams staatsbedrijf dat valt onder het ministerie van Landbouw, Veeteelt en Visserij. Het zorgt er onder meer voor dat laden en lossen op een veilige manier in de vissershavens kan verlopen.
Cevihas werd circa 1987 opgericht en voldoet sinds 2017 aan de internationale ISO 9001-certificering. In januari 2016 nam Derryl Boetoe de directie over van Benz Abas.